# Кофе конголезский
Кофе конголезский (лат. Coffea congensis) — вид растений из рода Кофе (Coffea) семейства Мареновые.

## Открытие
В 1896 году Эмиль Лоран собрал образцы кофейного дерева на островах реки Конго, вблизи города Мбандака. В 1897 году А. Френер (A. Froehner) дал им название Coffea congensis. В дикой природе этот вид встречается в бассейне реки Конго и на сопряженных территориях в Западной и Центральной Африке, в Камеруне, ЦАР, Конго, ДРК и Габоне. Согласно Шевалье и Лебрену, этот вид часто встречается на всем протяжении реки Убанги в ДРК и ЦАР.
C. congensis предпочитает строго определенный экотоп: поймы рек. Цикл жизни растения связан с половодьями: цветение происходит в периоды маловодья, а плоды появляются в периоды высокой воды.
C. congensis предпочитает песчаные почвы и в естественной среде обитания имеет глубокие корни. Предпочитает участки открытого подлеска и поляны.

## Морфология
Физически C. congensis напоминает арабику, по таким характеристикам как размер, форма и морфология листьев и плодов. Некоторые авторы отмечали, что морфологически растение практически неотличимо от арабики, однако молекулярные филогенетические исследования показали, что C. congensis намного ближе C. canephora and C. brevipes.
Согласно группировке видов Шевалье 1947 года, вид C. congensis вместе с C. Canephora и C. arabica входит в подраздел Erythrocoffea.

## Выращивание и применение
В основном C. congensis употребляется как напиток в Западной Африке.
Вскоре после открытия считалось, что у C. congensis есть потенциал для применения в сельском хозяйстве. В 1900 году Шевалье посадил семена С. Сongensis в ботаническом саду Либревиля (Габон). Зерна, полученные от этих растений, широко впоследствии отправлялись на остров Ява и Мадагаскар.
В настоящий момент о виде практически ничего неизвестно, кроме того, что он представлен в ряде исследовательских коллекций в Западной и Центральной Африке. Образцы генетического материала также, вероятно, содержатся в коллекциях в Индии, Юго-Восточной Азии, Бразилии и Коста-Рики. В Индии С. сongensis выращивается в небольшом количестве как нишевый продукт.

## Урожайность и устойчивость к заболеваниям
По данным учёных Ф. Энтони и Д. ле Пьеррс, процент ягод с одним зерном (пибери или караколь) составляет 18-19 %.
Масса 100 зёрен равна 11 грамм, иногда достигая 15 гр для определенных генотипов.
Соотношение массы ягод к массе зелёного (очищенного) кофе 5:1 (22,2 %).
Урожай снимается в 4 или 5 проходов, но для некоторых генотипов урожай снимается в один проход.
По данным о выращивании C. congensis в Кот-д-Ивуаре, урожайность составляет 2,9 — 4,1 кг ягод с дерева, что даёт 0,63 — 1,33 кг зелёного (очищенного) кофе с дерева. Это эквивалентно 800—1800 кг/га зелёного кофе при оптимальной плотности посадки.
Наличие тени не является обязательным условием для выращивания. В экваториальных странах растение выращивают на высотах до 800 метров над уровнем моря.
Растения С. сongensis обладают высокой устойчивостью к листовой ржавчине (Hemileia vastatrix).

## Вкусовые свойства
Coffea congensis содержит 1.08-1.83 % dm кофеина, 8.15-8.77 % dm хлорогеновых кислот.
Согласно исследованию, в котором учёные сравнивали сенсорные характеристики C. brevipes, C. congensis and C. stenophylla с образцами бразильской арабики, эфиопской арабики и индонезийской робусты, вкус С. сongenisis оказался лучше, чем у индонезийской робусты, а в светлой и средней обжарке лучше, чем у образца бразильской арабики. Таким образом, C. congensis потенциально является кофе более высокого качества, чем коммерческая арабика из Бразилии.
Coffea congensis хорошо скрещивается с C. canephora (Robusta), образуя диплоидные гибриды способные к размножению.
Вкусовые свойства гибрида C. × ‘Congusta’ (C. congensis × C. canephora) значительно лучше, чем у канефоры, но по кислотности и комплексности гибрид ещё далек от арабик.